# Adiantum robinsonii
Adiantum robinsonii är en kantbräkenväxtart som beskrevs av Cornelis Rugier Willem Karel van Alderwerelt van Rosenburgh. Adiantum robinsonii ingår i släktet Adiantum och familjen Pteridaceae. Inga underarter finns listade.